# Avahi mooreorum
Espèce
Statut de conservation UICN

 EN B1ab(i,iii,v) : En danger
Avahi mooreorum est une espèce de primates de la famille des Indriidae. Comme tous les lémuriens, cette espèce est endémique de Madagascar.

## Étymologie
Son nom spécifique, mooreorum, lui a été en l'honneur de la famille Moore en reconnaissance de leur engagement pour la biodiversité et sa préservation. Et ce, entre autres, avec la création de la Gordon and Betty Moore Foundation (en).

## Publication originale
(en) Runhua Lei et al., « Nocturnal lemur diversity at Masoala National Park », Special Publications, Museum of Texas Tech University, vol. 53,‎ 2008, p. 1-41 (lire en ligne, consulté le 14 mars 2019). 